# Côte d'Embourg
De Côte d'Embourg is een helling in de Ardennen, vernoemd naar Embourg op de top. 

## Wielrennen
De helling is vroeger onderdeel geweest van Dwars door België toen de finish in Spa lag. 